# Gerit
Gerit is een bestuurslaag in het regentschap Pati van de provincie Midden-Java, Indonesië. Gerit telt 2536 inwoners (volkstelling 2010).